# Linia kolejowa 6 Bicske – Székesfehérvár
Linia kolejowa 6 Bicske – Székesfehérvár – linia drugorzędna na Węgrzech. Jest to linia jednotorowa, niezelektryfikowana. Linia w całości przebiega przez Komitat Fejér. Obecnie istnieje tylko odcinek od Lovasberény do Székesfehérvár.